# WTA-toernooi van Fort Myers
Het WTA-toernooi van Fort Myers was een tennistoernooi voor vrouwen dat van 1978 tot en met 1982 plaatsvond in de Amerikaanse stad Fort Myers. De officiële naam van het toernooi was Avon Futures.
De WTA organiseerde het toernooi, dat in 1978–1980 buiten op gravel werd gespeeld en daarna op hardcourtbinnenbanen.
Er werd door 32 deelneemsters per jaar gestreden om de titel in het enkelspel, en door 16 paren om de dubbelspeltitel.

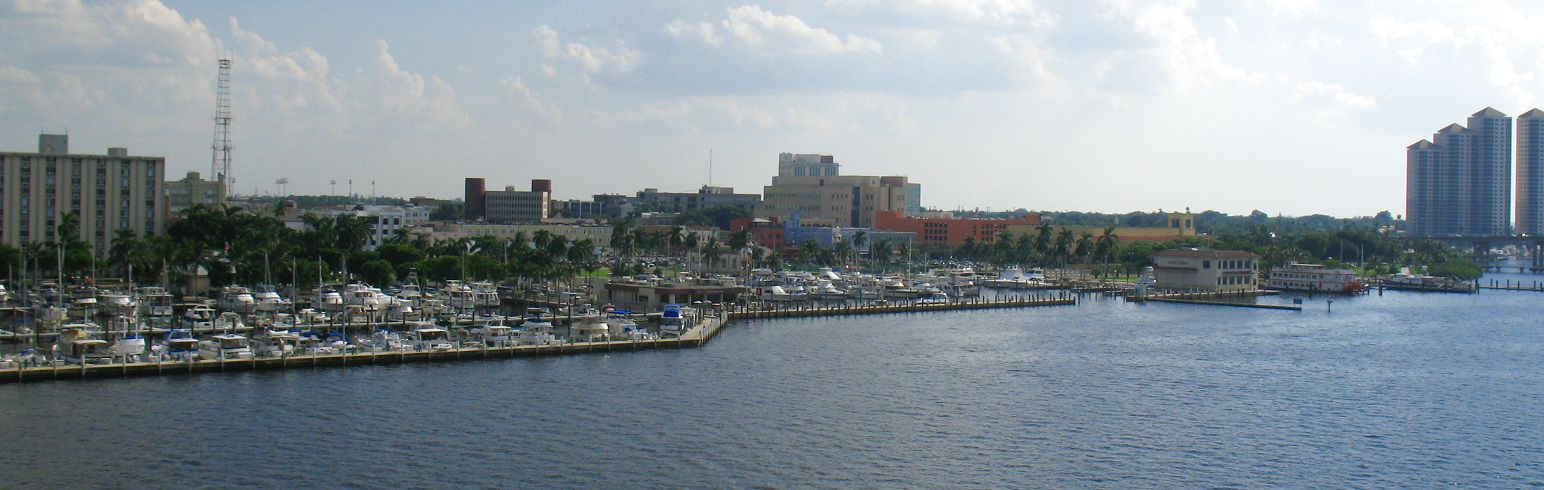
Aanzicht van Fort Myers vanuit de Golf van Mexico

## Officiële namen
| 1978, 1980–1981 | Avon Futures of Southwest Florida |
| 1979, 1982      | Avon Futures of Fort Myers        |

## Finales

### Enkelspel
| Datum      | Naam                              | ($)    | Ondergrond        | Winnares         | Verliezend finaliste | Uitslag       |       |
| ---------- | --------------------------------- | ------ | ----------------- | ---------------- | -------------------- | ------------- | ----- |
| 1978-03-06 | Avon Futures of Southwest Florida | 20.000 | gravel, buiten    | Renée Richards   | Laura duPont         | 6-1, 6-7, 6-4 | [ 2 ] |
| 1979-03-05 | Avon Futures of Fort Myers        | 25.000 | gravel, buiten    | Regina Maršíková | Janet Newberry       | 6-4, 6-2      | [ 3 ] |
| 1980-03-10 | Avon Futures of Southwest Florida | 25.000 | gravel, buiten    | Jeanne Duvall    | Felicia Raschiatore  | 6-4, 3-6, 6-3 | [ 4 ] |
| 1981-01-05 | Avon Futures of Southwest Florida | 30.000 | hardcourt, binnen | Ann Kiyomura     | Kathleen Cummings    | 6-3, 6-2      | [ 5 ] |
| 1982-01-04 | Avon Futures of Fort Myers        | 40.000 | hardcourt, binnen | Lee Duk-hee      | Yvonne Vermaak       | 6-0, 6-3      | [ 6 ] |

### Dubbelspel
| Datum      | Naam                              | ($)    | Ondergrond        | Winnaressen                    | Verliezend finalistes             | Uitslag       |       |
| ---------- | --------------------------------- | ------ | ----------------- | ------------------------------ | --------------------------------- | ------------- | ----- |
| 1978-03-06 | Avon Futures of Southwest Florida | 20.000 | gravel, buiten    | Chris O'Neil Pam Whytcross     | Ann Kiyomura Renée Richards       | 6-3, 6-1      | [ 2 ] |
| 1979-03-05 | Avon Futures of Fort Myers        | 25.000 | gravel, buiten    | Diane Desfor Barbara Hallquist | Marjorie Blackwood Kym Ruddell    | 6-4, 6-4      | [ 3 ] |
| 1980-03-10 | Avon Futures of Southwest Florida | 25.000 | gravel, buiten    | Diane Desfor Barbara Hallquist | Carrie Meyer Sabina Simmonds      | 6-3, 6-1      | [ 4 ] |
| 1981-01-05 | Avon Futures of Southwest Florida | 30.000 | hardcourt, binnen | Renee Blount Dianne Morrison   | Joyce Portman Renée Richards      | 6-1, 6-3      | [ 5 ] |
| 1982-01-04 | Avon Futures of Fort Myers        | 40.000 | hardcourt, binnen | Marjorie Blackwood Susan Leo   | Patricia Medrado Cláudia Monteiro | 2-6, 6-1, 6-2 | [ 6 ] |